# Llorenç Sáez
Llorenç Sáez Goñalons (1965) es un botánico y profesor español.
Es Doctor en Biología y Profesor Titular de la "Unitat de Botànica", de la Facultad de Ciencias, Universidad Autónoma de Barcelona; desarrollando actividades científicas en sistemática, evolución, biogeografía y conservación de plantas vasculares. También ha realizado contribuciones de carácter biogeográfico y conservacionista de Briófitos. Ha colaborado (editor y asesor) con la publicación de Flora iberica entre 1998 y 2021.

## Algunas publicaciones

### Libros
- Llorenç Sáez, Pere Aymerich. 2021. An annotated Checklist of the Vascular Plants of Catalonia (northeastern Iberian Peninsula). Kit-book Serveis Editorials, S.C.P., 2021. Barcelona, 717 pp. ISBN: 978-84-124850-2-8
- Llorenç Sáez. 2020. "Llibre vermell dels Briòfits Amenaçats de les Illes Balears [Redbook of the threatened bryophytes of the Balearic Islands]". Conselleria de Medi Ambient i Territori. Palma de Mallorca, Kit-book Serveis Editorials, S.C.P. 219 pp. ISBN: 978-84-122251-6-7
- Llorenç Sáez, Pere Aymerich, C.Blanché. 2010. Llibre vermell de les plantes vasculars endèmiques i amenaçades de Catalunya. Ed. Argania Editio (2010), 255 pp. idioma: catalán[2]
- Eva Moragues, joan Mayol Serra, llorenç Sáez. 2008. Flors del Puig Major: Flores del Puig Major. Ed. Perifèrics. 94 pp. ISBN	8495572648
- josé antonio López Sáez, pilar Catalán, llorenç Sáez. 2002. Plantas parásitas de la Península Ibérica e Islas Baleares. Ed. Mundi-Prensa Ediciones. 529 pp. ISBN 8484760162
- Llorenç Sáez, Pere Fraga, Josep A. Roselló. 2017. Llibre Vermell de la flora vascular de les Iles Balears (ed. 2). Conselleria de Medi ambient, Agricultura i Pesca. Palma de Mallorca. 217 pp. D.L.: PM-715-2017
- josep a. Rosselló, llorenç Sáez. 2000. Index Balearicum: an annotated check-list of the vascular plants described from the Balearic Islands. Collectanea botanica. Ed. Institut Botànic de Barcelona. 192 pp.
- maría Mayol, llorenç Sáez. 1997. Orquídies: sempre salvatges. Monografía. Ed Fundació Mediambiental Burjassot. 27 pp.

### Algunos artículos científicos
- Moisès Guardiola & Sáez, Llorenç. 2023. Are Mediterranean Island Mountains Hotspots of Taxonomic and Phylogenetic Biodiversity? The Case of the Endemic Flora of the Balearic Islands. Plants 2023, 12, 2640
- Roquet, Cristina, Jan Smyčka, A. Alberti, M. Boleda, E. Coissac, F. Denoeud, B. Komac, S. Lavergne., C. Pladevall, Llorenç Sáez. 2022. Evolutionary origins and species delineation of the two Pyrenean endemics Campanula jaubertiana and C. andorrana (Campanulaceae): evidence for transverse alpine speciation. Alpine Botany 132: 51-64.
- Sáez, Llorenç, Faruk Bogunić, Salvatore Cambria, Jesús Riera & Sandro Bogdanović. 2021. On the identity of Thymus humifusus var. aureopunctatus (Lamiaceae) and taxonomic notes on the Th. richardii complex. Phytokeys 186: 139-158
- mercè Galbany-Casals, Llorenç Sáez, Carles Benedí. 2006. Conspectus of Helichrysum Mill. sect. Stoechadina (DC.) Gren. & Godr. (Asteraceae, Gnaphalieae)
- La abreviatura «L.Sáez» se emplea para indicar a Llorenç Sáez como autoridad en la descripción y clasificación científica de los vegetales.[3]

## Especies y subespecies descritas
Estas son algunas de las especies o subespecies descritas por Sáez en colaboración con otros científicos:
- Aira hercynica
- Aira minoricensis
- Alchemilla cadinensis
- Alpagrostis barceloi
- Arum pictum L. subsp. sagittifolium
- Biscutella ebusitana
- California macrophylla
- Centaurea tripontina
- Cotoneaster majoricensis
- Delphinium pentagynum subsp. formenterense
- Festuca dertosensis
- Galium friedrichii
- Helianthemum scopulicolum
- Helichrysum massanellanum
- Hieracium adenocardoanum
- Hieracium cardoanum
- Hieracium latecardoanum
- Hieracium montsignaticum
- Hieracium pii-fonti
- Hieracium prietoi
- Limonium carvalhoi
- Limonium ilergabonum
- Limonium leonardi-llorensii
- Limonium perplexum
- Limonium vigoi
- Pinguicula casperiana
- Pinguicula tejedensis
- Primula subpyrenaica
- Taraxacum majoricense
- Thymus herba-barona Loisel. subsp. bivalens
- Viola rupestris F.W. Schmidt subsp. orioli-bolosii